# کولونتای ۲۴۶۷
سیارک ۲۴۶۷ (به انگلیسی: 2467 Kollontai، نامگذاری:1966PJ) دو هزار و چهارصد و شصت و هفتمین سیارک کشف شده‌است که در ۱۴ اوت ۱۹۶۶ کشف شد.
قدر مطلق سیارک برابر ۱۳٫۰۰ است.